# Ваня Гешева
Ваня Атанасова Гешева-Цветкова (болг. Ваня Атанасова Гешева-Цветкова, нар. 6 квітня 1960, Брестовиця) — болгарська спортсменка, веслувальниця на байдарці, чемпіонка і призерка Олімпійських ігор і чемпіонатів світу.

## Спортивна кар'єра
Ваня Гешева займалася веслуванням на байдарці в Пловдиві в спортивному училищі «Васил Левський».
Дебютувала на міжнародних змаганнях на чемпіонаті світу 1977 у віці 17 років і разом з Діаною Христовою зайняла третє місце в змаганнях байдарок-двійок.
На чемпіонаті світу 1978 з Величкою Мінчевою зайняла четверте місце в змаганях байдарок-двійок, а в змаганнях байдарок-четвірок разом з Величкою Мінчевою, Наташею Янакієвою і Іліаною Ніколовою стала срібною призеркою.
На чемпіонаті світу 1979 зайняла четверте місце в змаганнях байдарок-двійок і байдарок-четвірок.
На Олімпійських іграх 1980 Гешева завоювала срібну медаль в змаганнях байдарок-одиночок.
На чемпіонаті світу 1981 в змаганнях байдарок-одиночок була восьмою, а в змаганнях байдарок-четвірок була сьомою.
На чемпіонаті світу 1982 в змаганнях байдарок-одиночок була четвертою, а в змаганнях байдарок-четвірок — восьмою.
На чемпіонаті світу 1983 Гешева стала другою в змаганнях байдарок-одиночок, в змаганях байдарок-четвірок була шостою.
Була готова до виступів на Олімпійських іграх 1984, але Болгарія разом з декількома іншими країнами соціалістичного табору бойкотувала ці змагання через політичні причини.
На чемпіонаті світу 1985 напарницею Гешевої в змаганнях байдарок-двійок стала Діана Палійська, з якою вона зайняла четверте місце. У складі четвірки Гешева була сьомою.
На чемпіонаті світу 1986 Гешева стала чемпіонкою в змаганнях байдарок-одиночок, в змаганнях байдарок-двійок з Палійською здобула бронзову медаль, а в змаганнях байдарок-четвірок була четвертою.
На чемпіонаті світу 1987 Гешева зайняла дев'яте місце в змаганнях байдарок-одиночок.
На Олімпійських іграх 1988 Ваня Гешева 30 вересня стала олімпійською чемпіонкою в змаганнях байдарок-одиночок і срібною призеркою разом з Діаною Палійською в змаганнях байдарок-двійок, а наступного дня у складі байдарки-четвірки у фінальному заїзді прийшла до фінішу третьою, завоювавши разом з подругами Огняною Петровою, Діаною Палійською та Бориславою Івановою бронзову нагороду і стала першим і поки що єдиним спортсменом Болгарії, що завоював на одній Олімпіаді три медалі різного гатунку.
Після завершення спортивної кар'єри Гешева-Цветкова працювала в системі МВС інспектором дитячої кімнати та була співробітником Центру бойової підготовки і спорту МВС Болгарії.
2014 року з приводу 100-річчя утворення спортивного клубу «Васил Левський» Ваня Гешева-Цветкова за видатні результати, досягнуті в спорті, була нагороджена найвищою нагородою Республіки Болгарія орденом Стара Планина.